# Innovations in Modern Music, Volume One
| Recensione | Giudizio |
| ---------- | -------- |
| AllMusic   |          |

Innovations in Modern Music, Volume One è un album del pianista e caporchestra statunitense Stan Kenton, pubblicato dalla casa discografica Capitol Records nel 1950.

## Tracce

### LP
Lato A
1. Trajectories – 3:34 (musica: Franklyn Marks) – Registrato il 4 febbraio 1950 al Capitol Studios di Hollywood, California
2. Theme for Sunday – 5:04 (musica: Stan Kenton) – Registrato il 3 febbraio 1950 al Capitol Studios di Hollywood, California
3. Conflict – 4:27 (musica: Pete Rugolo) – Registrato il 3 febbraio 1950 al Capitol Studios di Hollywood, California
4. Incident in Jazz – 3:31 (musica: Robert Graettinger) – Registrato il 4 febbraio 1950 al Capitol Studios di Hollywood, California

Lato B
1. Lonesome Road – 4:30 (testo: Gene Austin – musica: Nat Shilkret) – Registrato il 4 febbraio 1950 al Capitol Studios di Hollywood, California
2. Mirage – 4:59 (musica: Pete Rugolo) – Registrato il 3 febbraio 1950 al Capitol Studios di Hollywood, California
3. Solitaire – 4:17 (musica: Bill Russo) – Registrato il 3 febbraio 1950 al Capitol Studios di Hollywood, California
4. Cuban Episode – 4:46 (Chico O'Farrill) – Registrato il 4 febbraio 1950 al Capitol Studios di Hollywood, California

## Musicisti
Trajectories / Incident in Jazz / Lonesome Road / Cuban Episode
- Stan Kenton – piano, conduttore orchestra
- June Christy – voce (brano: Lonesome Road)
- Franklyn Marks – arrangiamenti (barno: Trajectories)
- Bob Graettinger – arrangiamenti (brano: Incident in Jazz)
- Pete Rugolo – arrangiamenti (brano: Lonesome Road)
- Chico O'Farrill – arrangiamenti (brano: Cuban Episode)
- Buddy Childers – tromba
- Maynard Ferguson – tromba
- Shorty Rogers – tromba
- Chico Alvarez – tromba
- Don Paladino – tromba
- Milt Bernhart – trombone
- Harry Betts – trombone
- Bob Fitzpatrick – trombone
- Bill Russo – trombone
- Bart Varsalona – trombone basso
- John Graas – corno francese
- Lloyd Otto – corno francese
- Gene Englund – tuba
- Art Pepper – sassofono alto, clarinetto
- Bud Shank – sassofono alto, clarinetto
- Bob Cooper – sassofono tenore, oboe, corno inglese
- Bart Caldarell – sassofono tenore, fagotto
- Bob Gioga – sassofono baritono, clarinetto basso
- Jim Cathcart – violino
- Earl Cornwell – violino
- Anthony Doria – violino
- Lew Elias – violino
- Jim Holmes – violino
- George Kast – violino
- Alex Law – violino
- Herbert Offner – violino
- Carl Ottobrino – violino
- Dave Schackner – violino
- Stanley Harris – viola
- Leonard Selic – viola
- Sam Singer – viola
- Gregory Bemko – violoncello
- Zachary Bock – violoncello
- Jack Wolfe – violoncello
- Laurindo Almeida – chitarra
- Don Bagley – contrabbasso
- Shelly Manne – batteria, timpani
- Carlos Vidal – congas, voce (brano: Cuban Episode)

Theme for Sunday / Conflict / Mirage / Solitaire
- Stan Kenton – piano, conduttore orchestra, arrangiamenti (brano: Theme for Sunday)
- June Christy – voce (brano: Conflict)
- Pete Rugolo – arrangiamenti (brani: Conflict e Mirage)
- Bill Russo – arrangiamenti (brano: Solitaire)
- Buddy Childers – tromba
- Maynard Ferguson – tromba
- Shorty Rogers – tromba
- Chico Alvarez – tromba
- Don Paladino – tromba
- Milt Bernhart – trombone
- Harry Betts – trombone
- Bob Fitzpatrick – trombone
- Bill Russo – trombone
- Bart Varsalona – trombone basso
- John Graas – corno francese
- Lloyd Otto – corno francese
- Gene Englund – tuba
- Art Pepper – sassofono alto, clarinetto
- Bud Shank – sassofono alto, flauto
- Bob Cooper – sassofono tenore, oboe, corno inglese
- Bart Caldarell – sassofono tenore, fagotto
- Bob Gioga – sassofono baritono, clarinetto
- Jim Cathcart – violino
- Earl Cornwell – violino
- Anthony Doria – violino
- Lew Elias – violino
- Jim Holmes – violino
- George Kast – violino
- Alex Law – violino
- Herbert Offner – violino
- Carl Ottobrino – violino
- Dave Schackner – violino
- Stanley Harris – viola
- Leonard Selic – viola
- Sam Singer – viola
- Gregory Bemko – violoncello
- Zachary Bock – violoncello
- Jack Wolfe – violoncello
- Laurindo Almeida – chitarra
- Don Bagley – contrabbasso
- Shelly Manne – batteria, timpani
- Carlos Vidal – congas[2]